# Тонкеріс (Талгарський район)
Тонкері́с (каз. Төңкеріс) — село у складі Талгарського району Алматинської області Казахстану. Входить до складу Панфіловського сільського округу.
Населення — 2647 осіб (2021; 1787 у 2009, 1624 у 1999, 1515 у 1989).